# 太田孫次右衛門
太田 孫次右衛門（孫次右衞門、おおた まごじうえもん、1852年（嘉永5年1月） - 1911年（明治44年）2月9日）は、日本の政治家、衆議院議員（2期）。

## 経歴
越後国頸城郡(のち新潟県中頸城郡)生まれ。農業を営む。美守村(のち三和村、現・上越市)会議員、同村長、百三十九銀行取締役、同頭取となる。
1894年3月の第3回衆議院議員総選挙において新潟8区から立憲改進党所属で立候補して初当選。同年9月の第4回衆議院議員総選挙で再選した。衆議院議員を2期務め、1898年3月の第5回衆議院議員総選挙では進歩党から立候補したが落選した。同年8月の第6回衆議院議員総選挙では憲政本党から立候補し落選した。1911年に死去した。